# 393 (số)
393 (ba trăm chín mươi ba) là một số tự nhiên ngay sau 392 và ngay trước 394.